# Charadrahyla chaneque
Espèce
Synonymes
- Hyla chaneque Duellman, 1961
- Hyla duellmani Lynch & Smith, 1966

Statut de conservation UICN

 EN B1ab(iii) : En danger
Charadrahyla chaneque est une espèce d'amphibiens de la famille des Hylidae.

## Répartition
Cette espèce est endémique du Mexique. Elle se rencontre dans l'est de l'isthme de Tehuantepec, dans le nord de l'État du Chiapas et dans l'Est de l'État d'Oaxaca,.

## Publication originale
- Duellman, 1961 : Description of a New Species of Tree Frog from México Studies of American Hylid Frogs VI. Journal of Herpetology, vol. 33, no 1, p. 80-86.